# Família criminosa da Filadélfia
A Família criminosa da Filadélfia, também conhecida como a Família criminosa Bruno-Scarfo, a Família criminosa Filadélfia-Atlantic City, a Máfia da Filadélfia, Philly Mafia, ou a Máfia da Filadélfia–South Jersey, é uma família criminosa mafiosa ítalo-americana sediada na Filadélfia, Pensilvânia. Formada e sediada no sul da Filadélfia, a organização criminosa opera principalmente na Filadélfia e no Vale do Delaware. A família é famosa por sua violência, sua sucessão de chefes violentos e suas múltiplas guerras de gangues.
Operando como a Família criminosa Bruno sob o reinado de 21 anos do chefe Angelo Bruno (1959–1980), a família desfrutou de uma era de paz e prosperidade. Uma disputa complexa envolvendo subordinados descontentes e reivindicações territoriais da Família Genovese de Nova York levou ao assassinato de Bruno em 1980. O assassinato marcou o início de anos de violência interna pelo controle da família da Filadélfia, levando a um declínio gradual na sua estabilidade.
Bruno foi sucedido como chefe por seu leal amigo, Philip "The Chicken Man" Testa; no entanto, um ano após o assassinato de Bruno, Testa também foi assassinado, morto na explosão de uma bomba de pregos em 1981. Quando a poeira baixou das mortes de Bruno e Testa, Nicodemo "Little Nicky" Scarfo surgiu como chefe da família. Durante o reinado de Scarfo, a família era conhecida como a Família criminosa Scarfo. O reinado de 10 anos de Scarfo viu a família crescer em poder, mas também se tornou altamente disfuncional. Diferentemente de Bruno, Scarfo era infame por seu temperamento curto e propensão à violência. Scarfo envolvia cada vez mais a família no tráfico de narcóticos e exigia que todos os criminosos pagassem um imposto de rua para operar em seu território. Scarfo também não hesitou em ordenar que pessoas fossem assassinadas por disputas moderadas. O aumento dramático da violência atraiu maior atenção do FBI, da Polícia do Estado da Pensilvânia e da Polícia do Estado de Nova Jersey. O aumento da violência e dos processos policiais também convenceram vários mafiosos a cooperar com o governo para escapar da morte ou da prisão. A queda de Scarfo ocorreu em 1988, quando ele e a maioria de seus principais aliados foram presos e sentenciados a longas penas de prisão.
Com a prisão de Scarfo, a hierarquia da máfia se convenceu de que Scarfo não era apto para o cargo de chefe. Depois que Scarfo foi deposto devido às crescentes tensões dentro da família, John Stanfa foi nomeado chefe da família em 1991. Uma facção de jovens mafiosos liderada por Joey Merlino contestou a ascensão de Stanfa, no entanto, iniciando outra guerra na família em 1992.
A guerra terminou em 1994, quando Stanfa e a maioria de seus apoiadores foram presos pelo FBI, embora os combates menos intensos tenham continuado até 1996 e tenham começado a envolver violência de fora da família até o início dos anos 2000. Merlino posteriormente assumiu o controle da família e supostamente a administrou em vários níveis nas duas décadas seguintes. A família da Filadélfia foi enfraquecida nos últimos 30 anos devido à violência interna, traidores do governo e ações policiais após a aprovação do Estatuto RICO.

## História

### Início
No início do século XX, várias gangues de imigrantes italianos e ítalo-americanos de rua no sul da Filadélfia formaram o que eventualmente se tornou a família criminosa da Filadélfia. Salvatore Sabella foi o primeiro líder do grupo que mais tarde levaria seu nome. Eles se ocuparam com contrabando, extorsão, agiotagem e jogo de azar, e foi durante a era da Lei Seca nos Estados Unidos que Sabella e sua equipe foram reconhecidos como membros do sindicato do crime siciliano mais amplo da cidade de Nova York e Chicago. Sabella se aposentou no final de 1931.

### Primeira Guerra da Máfia da Filadélfia
Após a aposentadoria de Sabella, dois de seus principais tenentes, John Avena e Giuseppe Dovi, começaram uma guerra de cinco anos pelo controle da família. John "Nazzone" Avena foi assassinado por membros de sua própria facção em 17 de agosto de 1936, e Joseph "Joe Bruno" Dovi se tornou o chefe.
Dovi tinha boas conexões com o Chicago Outfit e as Cinco Famílias de Nova York, e expandiu suas operações para fora do sul da Filadélfia, para a área metropolitana da Filadélfia, incluindo Atlantic City, Nova Jersey e outras partes do sul de Jersey. Narcóticos, jogos de azar ilegais, agiotagem e atividades de extorsão forneciam a renda da família, e as conexões com a Família Gambino e a Família Genovese e aumentaram ao longo da década de 1930 e início da década de 1940.
Em 22 de outubro de 1946, Dovi morreu de causas naturais em um hospital da cidade de Nova York, e Giuseppe “Joseph” Ida foi nomeado pela Comissão para comandar a família e suas atividades criminosas.

### Vito Genovese
Joe Ida comandou a família durante a década de 1940 e início de 1950. Ida e a organização da Filadélfia foram fortemente influenciados pelos chefes das Cinco Famílias, especialmente a família criminosa Genovese, que buscava o seu controle. Vito Genovese, um subchefe na época, assumiu o controle do que se tornaria a família Genovese em 1956, após o assassinato do ex-chefe Frank Costello, que posteriormente se aposentou devido a uma doença.
À medida que a família Filadélfia ganhava mais poder em Atlantic City e no sul de Jersey, ela era vista apenas como uma facção Genovesa devido à grande influência dos Genoveses sobre a família Filadélfia na época. Após uma reunião da Comissão em 1956, no entanto, as famílias criminosas da Filadélfia e Detroit, lideradas por Giuseppe “Joseph” Ida e Giuseppe “Joseph” Zerilli, respectivamente, foram adicionadas à Comissão, estabelecendo a família criminosa da Filadélfia como sua própria organização independente do controle das famílias criminosas de Nova York.
Ida e seu subchefe Dominick Olivetto estavam presentes durante a reunião de Apalachin em 1957 com cerca de 100 outros grandes mafiosos; a reunião foi invadida pela polícia dos Estados Unidos, e mais de 60 mafiosos foram presos e indiciados por associação com membros conhecidos do crime organizado. Ida foi nomeado na acusação e fugiu para a Sicília pouco depois da reunião, deixando Antonio "Mr. Migs" Pollina como chefe interino.

### Angelo Bruno

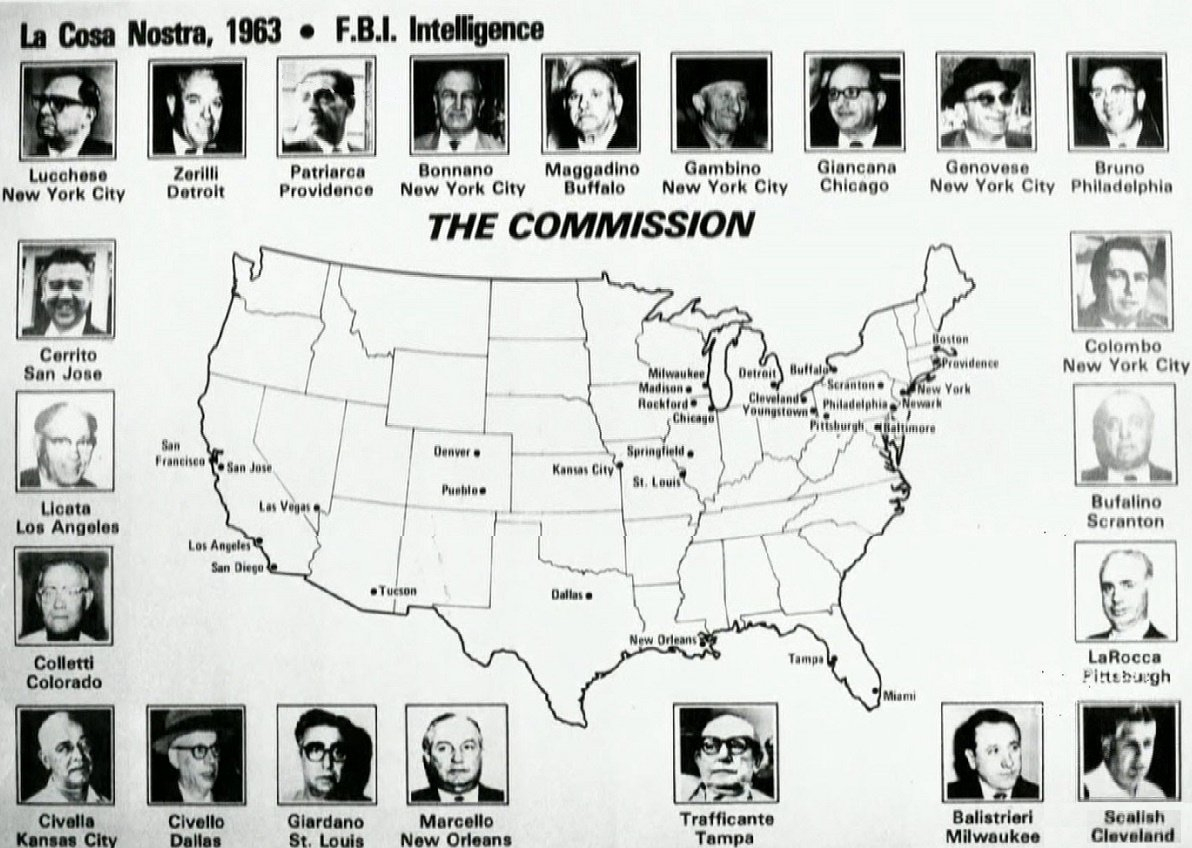
Mapa da La Cosa Nostra, FBI.

Depois que Ida se aposentou em 1959 e Pollina foi rebaixado, Angelo Bruno foi nomeado pela Comissão para administrar a família Filadélfia. Bruno, o primeiro chefe da Filadélfia com um assento influente na Comissão, nasceu na Sicília e foi um aliado próximo de Carlo Gambino, consolidando sua posição como líder. Bruno usou seus contatos e sua própria mentalidade empresarial para manter o respeito e o poder entre outros chefes da máfia no país. Ele expandiu os lucros e as operações da família em Atlantic City, que, em parte devido à sua localização na área metropolitana da Filadélfia, naturalmente se tornou conhecida como o território da família Filadélfia. O próprio Bruno evitou o intenso escrutínio da mídia e da polícia e manteve a violência sob controle. Ele passou quase três anos na prisão por se recusar a testemunhar em uma audiência de 1970 sobre crime organizado no estado de Nova Jersey. Após sua libertação, ele passou algum tempo na Itália antes de retornar aos Estados Unidos em 1977.
Bruno tinha a reputação de buscar soluções pacíficas para problemas familiares em vez de violência. Às vezes, ele era chamado de "Gentle Don" devido à sua aparente relutância em recorrer à violência ou ao assassinato se outros meios de resolução de conflitos entre os membros da família estivessem disponíveis, embora ele não tivesse nenhuma forte aversão à violência fora da família. Embora preferisse negociação, intimidação, persuasão ou coerção, ele geralmente evitava, se possível, certas táticas violentas por razões pragmáticas; principalmente, ele acreditava que a violência excessiva chamaria a atenção da polícia, perturbaria a coesão entre suas fileiras e colocaria em risco seus negócios ilegais e laços com empresas e políticos supostamente legítimos. Bruno supervisionava o sindicato de apostas da família e preferia operações mais tradicionais, como extorsão trabalhista e infiltração sindical, extorsão e esquemas de proteção, agiotagem, jogos de números e outras operações ilegais de apostas, incluindo infiltração em negócios legítimos. Fora da maioria dos problemas familiares, no entanto, a violência ainda era o modus operandi da Máfia da Filadélfia; no final da década de 1960, a família usou violência e intimidação para controlar vários sindicatos na indústria de alimentos e serviços, como o Local 54 do Hotel Employees and Restaurant Employees Union. A família criminosa saqueou os fundos de saúde e bem-estar do local e usou seu controle para extorquir dinheiro de bares e restaurantes. Membros da família possuíam ou tinham participação majoritária em muitos restaurantes, bares e clubes sociais na área da Filadélfia/Sul de Jersey. No início da década de 1960, a família Filadélfia foi oficialmente reconhecida como a família Bruno.
Bruno se concentrou principalmente em crimes de baixo risco e deu autonomia aos seus subordinados, desde que recebesse uma parte dos lucros. Ele proibiu qualquer um dos seus homens de se envolver no tráfico de narcóticos, temendo as longas penas de prisão que as acusações de tráfico de drogas poderiam trazer. Muitos dos seus homens discordaram dessa decisão, vendo os grandes lucros que poderiam ser obtidos. Alguns mafiosos, como Philip Testa, Antonio Caponigro, Harry Riccobene e Raymond Martorano comandavam operações de tráfico de drogas clandestinamente sem o conhecimento de Bruno. Seus homens ficaram ainda mais irritados porque Bruno aceitou dinheiro de John Gambino para permitir que a Família Gambino vendesse heroína no território da família Filadélfia no sul de Jersey.
Durante décadas, a Máfia controlou redes criminosas nos bairros afro-americanos da Filadélfia, financiando operações de números negros e fornecendo heroína para traficantes de drogas negros. Em 1970, Samuel Christian e outras figuras afro-americanas do crime organizado formaram a Black Mafia para assumir o controle das atividades ilegais nos bairros negros da Filadélfia, um empreendimento que foi parcialmente bem-sucedido. Depois que a Black Mafia começou a extorquir agentes da máfia em áreas afro-americanas, Bruno eventualmente cedeu o controle de algumas redes de jogo que historicamente eram dominadas por mafiosos ítalo-americanos. Conforme o acordo, gangsters negros eram obrigados a pagar um "imposto de rua" à máfia para se envolverem nas redes. A Black Mafia se extinguiu como resultado de uma série de condenações e assassinatos internos em meados da década de 1970.
Em 15 de outubro de 1976, Carlo Gambino morreu de ataque cardíaco. Com Gambino fora, Bruno perdeu seu aliado mais importante no submundo. Muitos dos subordinados de Bruno sentiam que estavam perdendo dinheiro por causa dos modos antiquados e satisfeitos de Bruno. Seu conselheiro Antonio Caponigro, que esperava expandir as operações de drogas da família e estava fortemente envolvido no tráfico de drogas sem o conhecimento e contra a vontade de Bruno, abordou o chefe da família Genovese, Frank Tieri, para obter permissão da Comissão para matar Bruno e assumir o controle da família criminosa. Tieri, percebendo uma oportunidade de assumir a operação de jogos de azar de Caponigro no norte de Jersey e estabelecer operações em Atlantic City, mentiu para Caponigro e disse que tinha o apoio da Comissão. Em 21 de março de 1980, Bruno foi baleado na nuca enquanto estava em seu carro no sul da Filadélfia por um atirador que trabalhava para Caponigro. Em abril daquele ano, Caponigro visitou a cidade de Nova York sob a suposição de que seria confirmado como chefe. Em vez disso, ele foi torturado e assassinado por matar um membro da Comissão sem permissão. Os co-conspiradores de Caponigro, Frank Sindone, Alfred Salerno e John Simone, também foram assassinados por matar um chefe da máfia sem a permissão da Comissão.

### Segunda Guerra da Máfia da Filadélfia (1980–1984)

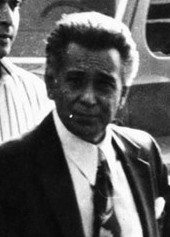
Foto do FBI de Nicodemo Scarfo

Começando com o assassinato de Bruno em 1980 e o subsequente assassinato de Caponigro e seus co-conspiradores, uma violenta luta pelo poder eclodiu dentro da Máfia da Filadélfia. O sucessor de Bruno, seu antigo subchefe Philip Testa, durou pouco menos de um ano como chefe da família antes de ser morto por uma bomba de pregos em sua varanda em 15 de março de 1981. O assassinato de Testa foi orquestrado por Frank Narducci em mais uma tentativa de assumir o controle da família. Peter Casella e Nicodemo "Little Nicky" Scarfo, subchefe e consigliere de Testa, respectivamente, estavam ambos competindo para assumir o controle da família. Violência entre as duas facções se seguiu. Scarfo era próximo do conselheiro da família Genovese, Louis "Bobby" Manna, e abordou a hierarquia Genovese com suas suspeitas de que Narducci e Casella orquestraram o assassinato de Testa. A Família Genovese marcou uma reunião com Scarfo e Casella, onde Casella confessou que Narducci matou Testa para que eles pudessem assumir o controle da família. Narducci foi morto e Casella foi banido da Máfia e fugiu para a Flórida, deixando Scarfo como o principal candidato a chefe da família. No entanto, a guerra continuou apesar de, ou por causa da, nomeação aparente de Scarfo para chefe.
Nicodemo Scarfo era um poderoso mafioso da família Bruno que operava principalmente em Atlantic City antes de sua ascensão ao comando. Atlantic City testemunhou um boom econômico após promulgar medidas permitindo jogos de cassino no final da década de 1970. Scarfo conseguiu expandir sua base de poder ao se infiltrar nas crescentes indústrias de construção e serviços em Atlantic City. Apesar de Atlantic City ser território da Máfia da Filadélfia, Scarfo deixou a Comissão e as famílias de Nova York operarem em Atlantic City sob seu critério em troca de seu apoio como chefe. Scarfo nomeou Salvatore "Chuckie" Merlino como seu subchefe e Frank Monte como seu consigliere. Scarfo rebaixou os capitães da máfia de Bruno e os substituiu por Phil Leonetti, Lawrence "Yogi" Merlino e Joseph "Chickie" Ciancaglini Sr., levando a mais guerras da Máfia entre soldados descontentes que antes estavam bem situados sob o reinado de Bruno e Testa, mas foram ignorados por Scarfo, bem como de soldados da Máfia de Filadélfia no sul de Jersey que estavam bravos porque Scarfo estava permitindo que gangsters da Máfia de Nova York operassem em Atlantic City. Scarfo eventualmente emergiu triunfante apesar da considerável oposição violenta e de múltiplos assassinatos.
A última pessoa a ficar no caminho de Scarfo foi o respeitado e antigo mafioso da família criminosa da Filadélfia e homem feito, Harry Riccobene. Acreditando que Scarfo era um chefe inapto e ganancioso, Riccobene se recusou a pagar seu tributo a Scarfo. Embora Angelo Bruno aparentemente nunca tenha pedido a Riccobene uma parte regular ou irracional de seus lucros ilícitos, Scarfo exigiu um tributo típico de "incentivo", o que irritou Riccobene, pois ele não via Scarfo como um sucessor legítimo ou apropriado para a posição de chefe. Com Scarfo fora das ruas cumprindo uma breve pena de prisão no Texas, a "Guerra Riccobene" ocorreu entre 1982 e 1984 como parte da Segunda Guerra da Máfia da Filadélfia na década de 1980. A facção Scarfo conseguiu matar três homens de Riccobene. A facção Riccobene conseguiu matar o consigliere de Scarfo, Frank Monte, enquanto o próprio Riccobene sobreviveu a duas tentativas de assassinato. Em 1984, os dois atiradores do assassinato de Monte, junto com o irmão de Riccobene, foram presos e concordaram em cooperar com as autoridades. Eles testemunharam no julgamento que Riccobene ordenou o assassinato de Monte. Riccobene foi condenado e sentenciado à prisão perpétua, encerrando a guerra.

### Reinado de"Little Nicky"Scarfo (1981–1991)

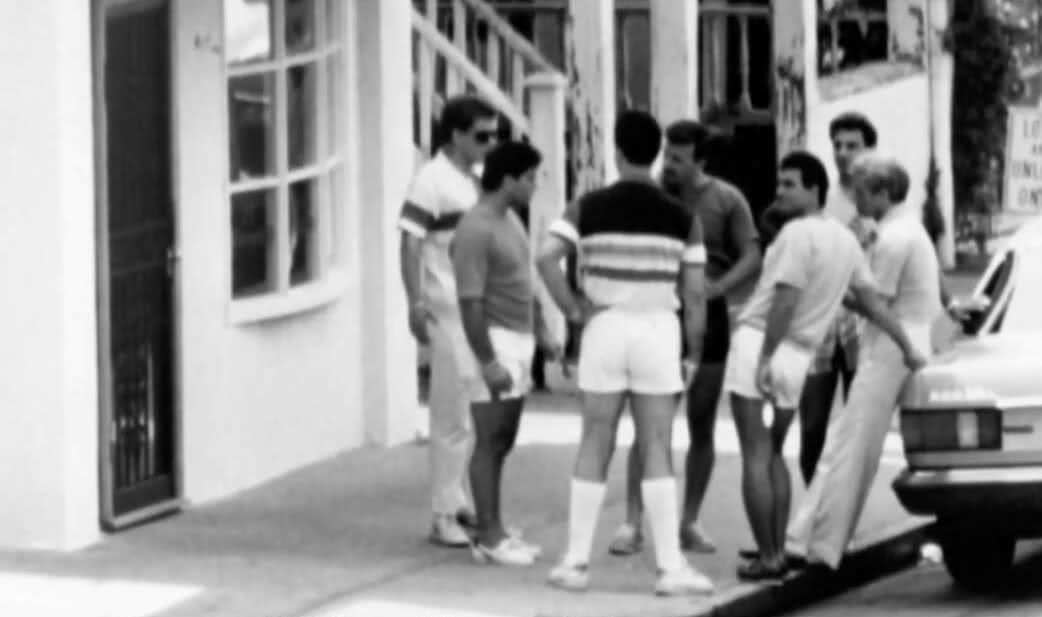
Foto do FBI da Máfia de Philly reunida, incluindo Phil Leonetti, Joey Pungitore, Philip Narducci e Nicholas Milano

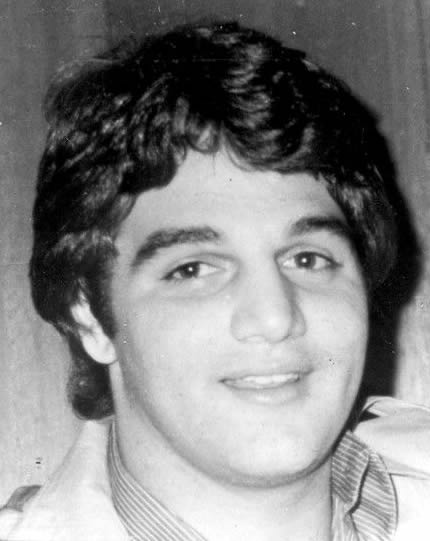
Salvatore Testa, morto a tiros em Nova Jersey, por ordem do chefe da Máfia da Filadélfia Nicodemo Scarfo

Quando Nicodemo Scarfo se tornou chefe, ele queria unificar o crime organizado na área e sonhava em administrar um império criminoso tranquilo.
Ele logo impôs um "imposto de rua" sobre todas as atividades criminosas na Filadélfia/Sul de Jersey. Embora extorquir dinheiro de criminosos seja uma atividade mafiosa comum, era uma prática um tanto estranha na Filadélfia. Aplicado por soldados e associados da família, o imposto era pago por criminosos que trabalhavam independentemente da máfia, incluindo traficantes de drogas, casas de apostas, agiotas, cafetões e fraudadores que operavam em território que Scarfo considerava seu, e eram forçados a pagar seu imposto de rua semanalmente. Aqueles que se recusavam a pagar o imposto eram frequentemente assassinados. O agiota, traficante de drogas e dono de loja de penhores John Calabrese foi morto por Joseph Ciancaglini Sr., Tommy DelGiorno, Frank Iannarella e Pat Spirito. Frankie "Flowers" D'Alfonso foi brutalmente espancado por Salvatore Testa e Joey Pungitore por se recusar a pagar o imposto de rua; mais tarde, ele foi assassinado em 1985.
O maior negócio da família criminosa era o controle dos sindicatos. Durante os reinados de Bruno e Scarfo, a família criminosa da Filadélfia manteve algum grau de influência sobre o Roofers Union Local 30, o Iron Workers Union Local 405, o Laborers Union Local 332 e o Teamsters Union Locals 107, 158, 331 e 837. A família criminosa usou essa influência para extorquir empresas, roubar os cofres dos sindicatos e receber salários e benefícios por pouco ou nenhum trabalho.
Scarfo também envolveu fortemente a família criminosa no tráfico de metanfetamina, que era a droga preferida na área da Filadélfia/Sul de Jersey. No início, a família extorquia dinheiro de traficantes locais de metanfetamina. Quando o gangster grego-americano Chelsais Bouras, chefe da Máfia Grega da Filadélfia, começou a se intrometer no comércio de metanfetamina na Filadélfia e se recusou a pagar o imposto de rua de Scarfo, Scarfo mandou matá-lo. Embora a Máfia Grega da Filadélfia tenha sido por muito tempo uma aliada próxima e parceira da Máfia da Filadélfia, e apesar do fato de que alguns membros da família criminosa italiana da Filadélfia estavam fortemente envolvidos na rede de tráfico de metanfetamina de Bouras, o cabeça quente e implacável Scarfo decidiu enviar uma mensagem a todas as organizações criminosas locais sobre o respeito ao imposto de rua e à primazia da família criminosa da Filadélfia, matando Bouras em público. Bouras estava jantando com sua namorada, amigos e o soldado de Scarfo, Raymond Martorano, quando uma equipe de assassinos emboscou e matou Bouras e sua namorada.
A família criminosa da Filadélfia então começou a controlar o comércio de metanfetamina na área, fornecendo fenilacetona ilícito (o principal ingrediente da metanfetamina) aos fabricantes de metanfetamina. Ao controlar o fornecimento de fenilacetona, a família criminosa da Filadélfia era geralmente capaz de controlar o comércio de metanfetamina na área da Filadélfia/Sul de Jersey. Alguns criminosos pegavam dinheiro emprestado de membros da Máfia para financiar operações de metanfetamina (e se beneficiavam de trabalhar com a Máfia em vez de serem extorquidos por ela).
Scarfo se tornou famoso por sua natureza implacável e paranoica. Scarfo exigiu lealdade completa a ele e ordenou que pessoas fossem assassinadas por sinais de desrespeito, insubordinação ou resistência. Descrito por Nicholas "The Crow" Caramandi, um antigo membro da família do crime:
"Se você estivesse em boas graças com ele, ele te ama e você o ama. Você entende? Mas você nunca sabia de um dia para o outro. Ele se voltaria contra qualquer um, e ele não estabelecia limites quando se tratava de matar. A maioria dos chefes da Máfia não era como ele. A Máfia é basicamente comandada da mesma forma em todas as cidades, mas nossa "família" era incomum, pois era uma família muito paranoica, porque todos nós temíamos uns aos outros e temíamos Scarfo mais. Ele guardava rancor. Se você não dissesse olá para ele há 20 anos, ele nunca esquecia. Ele costumava dizer: "Eu sou como a tartaruga. Eu chego lá." Sabe, nós éramos os melhores amigos. Ele acreditava em mim, e eu acreditava nele. Mas ele era muito, muito paranoico. Ele se traiu. Seu próprio sobrinho se voltou."
Logo após sua promoção a chefe, o número de assassinatos relacionados ao crime organizado aumentou na década de 1980. O mafioso da Filadélfia que se tornou testemunha do governo, Nicholas Caramandi, descreveu a natureza violenta de Scarfo:
"Scarfo era um cowboy. Ele não queria que um cara fosse levado para dentro de casa e levasse um tiro fácil na nuca. Ele queria isso do lado de fora, em plena luz do dia, com um milhão de pessoas ao redor. Restaurantes, funerárias, em qualquer lugar. Então isso é escrito nos jornais e coloca medo nas pessoas. Ele amava essas coisas de cowboy."
Scarfo havia introduzido o membro Pasquale "Pat the Cat" Spirito, assassinado em 1983. Durante a Guerra de Riccobene, Spirito mudou de lado e se aliou a Scarfo, mas foi morto por recusar um contrato de assassinato do irmão de Riccobene. Mas a queda de Scarfo começou em 14 de setembro de 1984, quando o leal a Scarfo, Salvatore Testa, foi assassinado. Apesar de Testa servir fielmente a Scarfo e cometer vários assassinatos em seu nome, Scarfo concedeu a seu subchefe Salvatore Merlino permissão para matar Testa por romper seu noivado com a filha de Merlino. Depois disso, outros membros e famílias viram Scarfo como indigno de confiança e paranoico. Ele também começou a ganhar uma reputação negativa dentro de sua organização, o que levou os membros a se tornarem informantes no final dos anos 1980. Depois que o problema de Merlino com bebida saiu do controle, Scarfo o rebaixou a soldado e promoveu seu sobrinho Phil Leonetti como seu novo subchefe.
Em novembro de 1988, Scarfo e 16 de seus homens foram condenados por extorsão, 10 assassinatos, 5 tentativas de homicídio, jogo e tráfico de drogas. Junto com Scarfo, o subchefe Philip Leonetti, três dos quatro capitães da família, Joseph Ciancaglini, Francis Iannarella Jr. e Santo Idone, e soldados como Albert Pontani, Salvatore Merlino e Charles Iannece foram presos. As acusações foram reforçadas pelos membros da máfia Tommy DelGiorno e Nicholas "The Crow" Caramandi, que concordaram em cooperar com as autoridades e testemunhar em julgamento a favor do governo para escapar de longas penas de prisão e do regime implacável de Scarfo. Quinze dos réus receberam penas de prisão que variam de 30 a 55 anos, incluindo Scarfo.
Leonetti foi o próximo desertor que concordou em cooperar com o FBI após ser sentenciado a 45 anos de prisão. Muitos outros mafiosos seriam posteriormente sentenciados a longas penas de prisão por crimes como extorsão, tráfico de narcóticos e assassinato. Isso fez com que o número de membros da Máfia na família diminuísse na década de 1990, com menos caras novos disponíveis para substituir todos aqueles que estavam sendo condenados por crimes sérios. Em 1990, 21 membros estavam presos, 11 estavam sob indiciamento e seis se tornaram testemunhas do governo.

### John Stanfa e a Terceira Guerra da Máfia da Filadélfia (1990–1996)

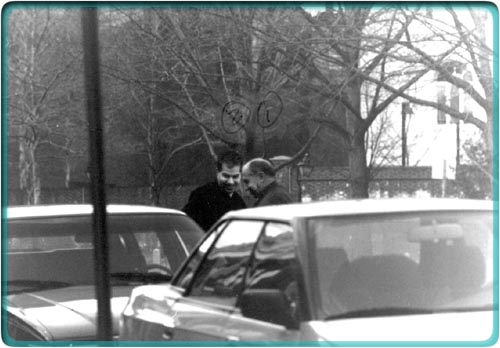
John Stanfa (à direita) conversando com Tommy "Horsehead" Scafidi

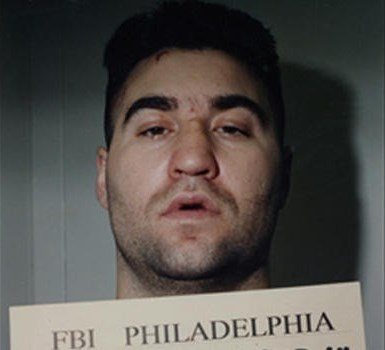
John Veasey

Com muitos dos associados de Scarfo cumprindo longas penas de prisão, ficou claro que ele não seria capaz de manter o controle da família da prisão por muito mais tempo. Para evitar um vácuo total de poder na Máfia da Filadélfia, John Stanfa, um mafioso nascido na Sicília com o apoio e endosso das influentes Família Gambino e Família Genovese em Nova York, foi nomeado chefe da família criminosa da Filadélfia em 1990. Uma mensagem foi enviada ao preso Scarfo em outubro de 1990, sendo informado de que ele não era mais chefe e que John Stanfa havia sido empossado como chefe, embora Stanfa não tenha sido oficialmente empossado como chefe até 1991. A intromissão da Máfia de Nova York nos assuntos da Máfia da Filadélfia não foi bem recebida por muitos dos mafiosos mais jovens da família criminosa da Filadélfia, incluindo Joseph "Skinny Joey" Merlino, filho do ex-subchefe Salvatore Merlino, que via Stanfa como um estranho que não havia subido na organização por ter ficado preso durante toda a era Scarfo.
Enquanto cumpriam pena de prisão juntos em 1990, Merlino conheceu Ralph Natale. De acordo com Natale, ele e Merlino começaram a conspirar para assumir o controle da família criminosa da Filadélfia durante esse período. Natale nomeou Michael Ciancaglini, Steven Mazzone, George Borgesi, Gaetano "Tommy Horsehead" Scafidi e Martin Angelina como os principais associados e co-conspiradores de Merlino no plano. Stanfa estava ciente da divisão em sua família e tentou encontrar uma solução pacífica. Ele nomeou o irmão mais velho de Michael, Joseph Jr., como seu novo subchefe. Stanfa esperava que isso apaziguasse a facção Merlino e os colocasse sob sua bandeira. No entanto, as tensões aumentaram e, em 1991, outra guerra pelo controle da família criminosa da Filadélfia estava em andamento. Os legalistas de Merlino atiraram e incapacitaram Joseph Ciancaglini Jr., enquanto a facção de Stanfa matou Michael Ciancaglini. Eles continuaram atacando uns aos outros por meses, incluindo uma emboscada na rodovia que Stanfa sobreviveu, e várias tentativas frustradas de matar Merlino. A facção Stanfa ainda estava solidificando seu controle sobre a família do crime e recrutou muitos assassinos de aluguel de fora para a guerra.
Em 17 de março de 1994, Stanfa e 23 de seus homens foram presos por acusações relacionadas a extorsão; esta foi a segunda grande acusação contra a família criminosa em sete anos. O caso federal foi o maior processo contra um grupo do crime organizado na história da Filadélfia. Uma evidência importante foram dois anos de conversas gravadas que Stanfa teria com mafiosos no escritório de seu advogado e no consultório médico. Acreditando que o privilégio advogado-cliente e a confidencialidade médico-paciente o protegeriam, Stanfa falou abertamente sobre negócios importantes da Máfia com seus homens. No entanto, o FBI conseguiu um mandado para colocar dispositivos de escuta secretos em ambos os escritórios, uma vez que descobriram que estavam sendo usados para ajudar conspirações criminosas. Stanfa, em uma tática incomum, recrutou vários homens que eram de ascendência italiana apenas parcial, incluindo os irmãos Veasey. De acordo com o ex-diretor executivo da Pennsylvania Crime Commission, Frederick T. Martens, "Stanfa trouxe pessoas, como os irmãos Veasey, que não tinham experiência na máfia, mas que estavam dispostos a quebrar pernas e puxar um gatilho". John Veasey, que se declarou culpado de acusações de extorsão e assassinato, entrou no programa de proteção a testemunhas em 1994. William Veasey foi assassinado em 5 de outubro de 1995, o mesmo dia em que deveria testemunhar contra Stanfa no julgamento.
Stanfa foi condenado em 1995, e condenado à prisão perpétua em 1996. Com a maioria dos apoiadores de Stanfa também presos e condenados, Merlino foi libertado da prisão em novembro de 1994 e nomeou Natale, que também havia sido libertado da prisão em liberdade condicional, como o novo chefe. Merlino se posicionou como subchefe de Natale. Durante o reinado de Natale, Merlino era o verdadeiro poder na família, permitindo que Natale se tornasse chefe para desviar a atenção da polícia de si mesmo.

### Reinado de "chefe de fachada" de Natale, Natale se torna informante, Merlino assume o controle e a violência da Máfia continua

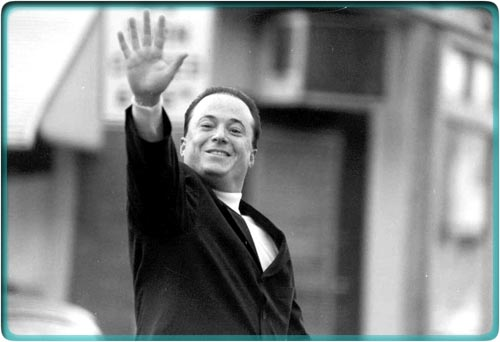
George Borgesi, amigo de infância de Joey Merlino e sobrinho de Joseph Ligambi

Merlino ganhou notoriedade como um gângster extravagante e famoso que frequentemente saía para festas com uma grande comitiva. A imprensa o apelidou de "John Gotti da Passyunk Avenue" devido ao seu comportamento sincero diante das câmeras de notícias; Passyunk Avenue é uma rua proeminente no sul da Filadélfia. Ele também convidou a imprensa quando realizou festas de Natal para os sem-teto e distribuiu perus no Dia de Ação de Graças em projetos habitacionais.
A arrogância e a agressividade da facção jovem de Merlino afastaram muitos criminosos da família. Merlino costumava fazer grandes apostas com casas de apostas e se recusava a pagar quando perdia. Essa prática, conhecida como guzzling, era usada tanto por corretores independentes quanto por mafiosos. Durante esse tempo, Merlino e Natale supervisionaram as atividades de jogo, agiotagem, extorsão e roubo de bens da família criminosa.
Em 1995, Louis Turra, líder da gangue de drogas da Filadélfia, 10th & Oregon Crew, foi severamente espancado pelos homens de Merlino, supostamente por não pagar um imposto de rua sobre os ganhos ilegais da gangue. Irritado com surra, Turra buscou vingança. Seu pai Anthony organizou uma reunião em sua casa durante a qual Anthony, Louis e sua gangue discutiram matar Merlino. Em janeiro de 1998, Louis Turra aparentemente se enforcou em uma prisão de Nova York enquanto aguardava julgamento. Em março de 1998, Anthony Turra, que estava sendo julgado por acusações de conspirar para matar Merlino, foi morto a tiros do lado de fora de sua casa por um atirador usando uma máscara de esqui preta. Ele foi baleado duas vezes ao sair para o tribunal federal, onde um júri estava deliberando sobre o caso de extorsão e drogas contra ele e outros quatro homens. "Consideramos isso um assassinato por crime organizado, um golpe de máfia", disse o inspetor de polícia Jerrold Kane. Três anos depois, Merlino foi levado a julgamento por ajudar a orquestrar o assassinato, mas foi absolvido.
No final da década de 1990, Merlino evitou mais de duas dúzias de tentativas de assassinato. Merlino era amigo de Steve "Gorilla" Mondevergine, presidente da área da Filadélfia do Pagan's Motorcycle Club. Merlino às vezes usava os Pagan's para ajudar a resolver disputas no submundo. A aliança entre a Máfia da Filadélfia e os Pagan's impediu que seus rivais, os Hells Angels, se expandissem para o território no sudeste da Pensilvânia e em Nova Jersey. Durante a década de 1990, Merlino também se aliou a membros da Junior Black Mafia.
Em junho de 1998, Natale foi preso por violação de liberdade condicional; Merlino posteriormente assumiu o controle da família e cortou o sustento do chefe preso. Irritado com isso, Natale se ofereceu para gravar secretamente as conversas com Merlino, mas foi somente em setembro de 1999, quando foi indiciado por financiar negócios de drogas, que ele formalmente fechou um acordo de cooperação. Ao fazê-lo, Natale tornou-se o primeiro chefe em exercício na história da Máfia Americana a tornar-se informante do governo.
Entre 1999 e 2001, Merlino, junto com seu subchefe Stephen Mazzone, seu conselheiro George Borgesi, Martin Angelina, John Ciancaglini e outros foram presos e levados a julgamento por extorsão, jogo ilegal, agiotagem, extorsão, assassinato e tentativa de homicídio. Natale testemunhou contra Merlino durante seu julgamento por extorsão em 2001, mas não conseguiu garantir uma condenação pelos assassinatos que ele alegou que Merlino cometeu. No entanto, em 3 de dezembro de 2001, Merlino foi condenado por acusações de extorsão e recebeu uma sentença de 14 anos de prisão. Natale admitiu ter cometido oito assassinatos e quatro tentativas de homicídio. Em 2005, Natale foi condenado a 13 anos de prisão por tráfico de drogas, extorsão e suborno. Ele foi solto em maio de 2011 e colocado sob proteção à testemunha.

### A ascensão de Ligambi
Em 1997, Joseph Ligambi foi libertado da prisão após apelar com sucesso de sua condenação por assassinato e foi absolvido em novo julgamento. Após 10 anos de prisão, Ligambi retornou a uma família mafiosa muito diferente, que passou por duas mudanças violentas de regime e ficou sob o controle de um grupo de jovens mafiosos. Ligambi, que é tio de Borgesi, era um soldado da era Scarfo quando foi preso em 1987 e também foi orientado pelo pai de Merlino, Salvatore. Após a prisão de Merlino, Borgesi e vários outros em 1999, Ligambi foi escolhido para assumir o cargo de chefe interino da família. Em 2001, Merlino foi condenado a 14 anos de prisão. Depois que Ligambi assumiu, ele permaneceu nas sombras, raramente sendo mencionado na mídia, enquanto adotava uma abordagem muito menos "rápida" na gestão da família.
Ligambi estabilizou a família quando assumiu, manteve a filiação e restaurou as relações com as famílias de Nova York. Seu círculo íntimo incluía os antigos mafiosos da Filadélfia Joseph "Mousie" Massimino, Gateon Lucibello e Anthony Staino.
Ligambi teve que lidar com os danos que Merlino causou ao relacionamento da família com casas de apostas ilegais, que se recusaram a fazer negócios com a família criminosa da Filadélfia porque Merlino costumava fazer apostas altas e nunca pagar quando perdia. Em meados da década de 2000, a família era composta por aproximadamente 50 membros, metade dos quais estavam presos, além de quase 100 associados. Durante o mandato de Ligambi, cerca de uma dúzia de homens de destaque foram libertados da prisão, completando as fileiras. Muitos desses homens eram jovens que foram vítimas da história instável da família e agora estão na meia-idade. Ele nomeou Anthony Staino, seu associado mais próximo e leal, como seu subchefe. Sob a direção de Ligambi, a família conseguiu entrar em vários negócios de máquinas de vídeo pôquer na área da Filadélfia. Em 2007, 23 pessoas, incluindo quatro membros da família, foram acusadas de comandar uma operação ilegal de apostas esportivas em uma sala de pôquer no Borgata Casino, em Atlantic City. A operação foi acusada de arrecadar US$ 60 milhões em apostas em um período de 20 meses. A maioria dos envolvidos se declarou culpada e recebeu sentenças que variam de liberdade condicional a cinco anos.
Merlino foi libertado da prisão em 15 de março de 2011 e cumpriu sua liberdade condicional de três anos na Flórida. Em maio de 2011, Ligambi e outros 14 membros e associados da família foram indiciados pelo FBI por acusações de extorsão relacionadas a operações ilegais de jogos de azar, máquinas de pôquer de vídeo e agiotagem. Sete dos indiciados se declararam culpados de acusações menores. Um se tornou testemunha do governo e sete foram a julgamento em outubro de 2012. Em janeiro de 2014, dois júris foram indecisos sobre as acusações de extorsão, e Ligambi e Borgesi foram absolvidos e liberados.

### Status atual
Após a libertação de Merlino da prisão em 2011, o FBI e repórteres de crime organizado acreditaram que ele continuou a comandar a Máfia Filadélfia-Sul de Jersey. Merlino contestou isso, alegando que se aposentou de uma vida de crime. Em 2015, Merlino dividiu seu tempo entre o sul da Flórida e a Filadélfia.
Embora as operações criminosas da família tenham diminuído bastante ao longo dos anos, especialistas acreditam que eles conseguiram manter o poder e a estabilidade discretamente, e a família continua sendo uma das famílias mafiosas ítalo-americanas mais ativas e poderosas. Em 2016, foi relatado que alguns membros estavam envolvidos no crescente setor de construção e reforma de residências da Filadélfia. Em janeiro de 2018, Merlino foi a julgamento por acusações de extorsão, fraude e jogo ilegal. Depois que o julgamento terminou com um júri empatado, Merlino se declarou culpado de uma acusação de jogo ilegal e foi condenado a dois anos de prisão.
Em 23 de novembro de 2020, 15 membros e associados da família criminosa foram indiciados por acusações federais de extorsão; entre os réus estavam o suposto subchefe Steven Mazzone e o suposto capo Domenic Grande. As principais acusações eram jogo ilegal, agiotagem, tráfico de drogas e extorsão de outros criminosos, incluindo operadores de apostas esportivas ilegais e agiotas. As taxas de juros cobradas sobre dívidas de jogo pendentes eram de até 264%. Depois de se declarar culpado anteriormente, o subchefe Steven Mazzone foi condenado a cinco anos de prisão em 15 de dezembro de 2022.
Em 2024, Merlino teria sido excomungado, ou "arquivado", pela família da Filadélfia após embarcar em uma carreira como apresentador de podcast e informante de apostas esportivas, e substituído como chefe da família por George Borgesi.
Em agosto de 2024, o ex-subchefe John Ciancaglini e sua esposa brigaram com outros três homens em um restaurante. Ciancaglini se declararia culpado de uma contravenção.

## Liderança histórica

### Chefe (oficial e interino)
- c.1911–1931: Salvatore Sabella — aposentado, falecido em 1962;
- 1931–1936: John "Nazzone" Avena — assassinado em 17 de agosto de 1936;
- 1936–1946: Giuseppe "Joseph Bruno" Dovi — falecido em 1946;
- 1946–1958: Giuseppe "Joseph" Ida: deportado em 1958, falecido entre 1960–1970;
- 1958–1959: Antonio "Mr. Miggs" Pollina — deposto pela Comissão;
- 1959–1980: Angelo "The Gentle Don" Bruno — assassinado em 21 de março de 1980;
- 1980–1981: Philip "The Chicken Man" Testa — assassinado em 15 de março de 1981;
- 1981–1990: Nicodemo "Little Nicky" Scarfo Sr. — deposto pela Comissão, falecido em 2017
  - Atuação entre 1981–1984 — Salvatore "Chuckie" Merlino;
  - Atuação entre 1989–1990 — Anthony "Tony Buck" Piccolo – deixou o cargo;
- 1990–1995: Giovanni "John" Stanfa — prisão perpétua;
- 1995–1999: Ralph Natale — principalmente chefe de fachada, preso em 1998, transformado em informante em 1999;
  - Atuação entre 1995–1999 - Joseph "Skinny Joey" Merlino — atuação/chefe de rua;
- 1999–2024: Joseph "Skinny Joey" Merlino — preso em 1999, libertado em 2011;[156][221] rebaixado e excomungado[218]
  - Atuação entre 1999–2014: Joseph "Uncle Joe" Ligambi — indiciado em maio de 2011, foi absolvido em janeiro de 2014, renunciou e se tornou Consigliere;
- 2024–presente — George Borgesi.[218]

### Chefe de rua
Quando o chefe de uma família fica incapacitado devido à prisão, suas funções podem ser desempenhadas por um "chefe interino" ou "chefe de rua".
- 2011–2015: Steven "Stevie" Mazzone — tornou-se subchefe;
- 2015–2023: Michael "Mikey Lance" Lancelotti — tornou-se subchefe interino.[56]

### Subchefe (oficial e interino)
- 1911–1931: John "Nazzone" Avena — tornou-se chefe;
- 1931–1936: Giuseppe "Joseph Bruno" Dovi — tornou-se chefe;
- 1936–1946: Giuseppe "Joseph" Ida — tornou-se chefe;
- 1946–1956: Marco "Small Man" Reginelli — falecido em 1956;
- 1956–1957: Dominick Olivetto – aposentado;
- 1957–1958: Antonio "Mr. Miggs" Pollina — tornou-se chefe;
- 1958–1970: Ignazio "Natz" Denaro;
- 1970–1980: Philip "The Chicken Man" Testa — tornou-se chefe;
- 1980–1981: Peter "Petey" Casella — deposto pela Comissão;
- 1981–1986: Salvatore "Chuckie" Merlino — rebaixado, falecido em 2012;
  - Atuação entre 1982–1984: Salvatore "Salvie" Testa — assassinado em 14 de setembro de 1984;
- 1986–1989: Philip "Crazy Phil" Leonetti — virou informante;
- 1989–1990: Pasquale "Patty Specs" Martirano — falecido;
- 1992–1993: Joseph "Joey Chang" Ciancaglini Jr. — baleado e incapacitado;
- 1993–1995: Frank Martines;
- 1995–1999: Joseph "Skinny Joey" Merlino — tornou-se chefe;
- 1999–2004: Steven Mazzone — preso em 2000;[222]
- 2004–2012: Joseph "Mousie" Massimino — preso de junho de 2004 a 2010;[223]
  - Atuação entre 2007–2010: Martin "Marty" Angelina;[224]
  - Atuação entre 2010–2011: Anthony Staino;[225]
- 2012–2015: John "Johnny Chang" Ciancaglini — deixou o cargo
- 2015–presente: Steven "Stevie" Mazzone — indiciado em 23 de novembro de 2020, sentenciado em 15 de dezembro de 2022;[226][227]
  - Atuação entre 2023–presente: Michael "Mikey Lance" Lancelotti

### Consigliere(oficial e interino)
- 1911–1931: Giuseppe "Joseph Bruno" Dovi — tornou-se subchefe;
- 1931–1936: Giuseppe "Joseph" Ida — tornou-se subchefe;
- 1936–1946: Marco "Small Man" Reginelli — tornou-se subchefe;
- 1946–1977: Giuseppe "Joe the Boss" Rugnetta — falecido em 1977;
- 1977–1980: Antonio "Tony Bananas" Caponigro — assassinado pela Comissão;
- 1980–1981: Nicodemo "Little Nicky" Scarfo Sr. — tornou-se chefe;
- 1981–1982: Frank Monte — assassinado
- 1982–1989: Nicholas Piccolo — falecido em 1989;
  - Atuação entre 1984–1987: Anthony Piccolo;
- 1989–1994: Anthony Piccolo — prisão perpétua, falecido em 2004;
- 1995–1996: Ronald "Ronnie" Turchi — rebaixado, assassinado em 1999;
- 1996–1999: Steven "Stevie" Mazzone — tornou-se subchefe;
- 1999–2014: George Borgesi — preso em 2000, libertado em 2014, tornou-se chefe;
  - Atuação entre 2004–2012 — Gaeton "Gate" Lucibello — indiciado em 2012;[228]
- 2014–presente: Joseph "Uncle Joe" Ligambi;[56]
  - Atuação entre 2024–presente: Anthony Staino.[229]

## Membros atuais

### Administração
- Chefe – George Borgesi: ex-capitão e sobrinho do consigliere Joseph Ligambi, de acordo com o Departamento de Justiça dos Estados Unidos.[230] No dia 3 de julho de 2012, antes de sua libertação da prisão, Borgesi foi acusado de supervisionar uma operação de agiotagem no Condado de Delaware, de sua cela na Carolina do Norte.[231][232][233] Ele tem outros dois familiares trabalhando como associados da família criminosa da Filadélfia.[234] Em 24 de janeiro de 2014, Borgesi foi solto da prisão. Desde sua libertação da prisão, Borgesi viajou para Rhode Island formando uma aliança com o subchefe da Família Patriarca, Matthew Guglielmetti.[235] Em 2024, Borgesi foi promovido a chefe depois que Joey Merlino foi rebaixado e excomungado da família.[218]
- Subchefe – Steven "Stevie" Mazzone: o subchefe, de acordo com o Departamento de Justiça americano.[56] Em 23 de novembro de 2020, Mazzone foi indiciado junto com o capo Dominick Grande, seu irmão soldado Salvatore Mazzone e outros por acusações de extorsão e jogo.[236] No dia 15 de dezembro de 2022, Mazzone foi condenado a cumprir cinco anos de prisão.[216] A liberação dele da custódia federal está prevista para 17 de março de 2027.[56]
- Subchefe interino – Michael "Mikey Lance" Lancelotti: membro de longa data da família da Filadélfia.[237] Em 18 de novembro de 2020, Lancelotti foi confirmado como o chefe de rua depois que o Departamento de Justiça dos Estados Unidos forneceu as iniciais "M.L.".[56]
- Consigliere – Joseph "Uncle Joe" Ligambi: serviu como chefe interino de longa data do chefe Joey Merlino.[230] A posição de Ligambi foi confirmada em 18 de novembro de 2020, quando o Departamento de Justiça forneceu as iniciais "J.L." como o atual conselheiro da família criminosa da Filadélfia.[238]
- Consigliere Interino – Anthony Staino: um ex-capitão, de acordo com o Departamento de Justiça dos Estados Unidos.[230] Ele foi acusado de agiotagem quando Henry Scipione, um corretor de apostas da Filadélfia que devia US$ 80.000 a Staino, testemunhou contra Staino dizendo que ele havia ameaçado dar um tiro em sua cabeça.[239] Staino tornou-se consigliere interino em 2024.[229]

### Facção da Filadélfia
- Capitão – Domenic "Dom" Grande: capitão operando no sul da Filadélfia, Atlantic City e sul de Jersey, de acordo com o Departamento de Justiça.[56] Em novembro de 2020, Grande foi indiciado junto com o subchefe Steve Mazzone, o soldado Salvatore Mazzone e outros por acusações de extorsão e jogo.[240][241]
- Soldado – Martin "Marty" Angelina: ele foi condenado por extorsão com Joey Merlino em 2001, e foi sentenciado a 78 meses. Em setembro de 2012, ele foi sentenciado a 57 meses por acusações de extorsão, agiotagem e jogo ilegal.[242]
- Soldado – Gaeton "Gate" Lucibello: também conhecido como "The Big Guy";[243][244] ex-capitão e consigliere interino. Lucibello era originalmente um leal à Stanfa antes de desertar para a facção Merlino durante a guerra na década de 1990. De acordo com a testemunha do governo Rosario Bellochi, Lucibello atuou como motorista de fuga na tentativa de assassinato do ex-soldado da Stanfa Biagio Adornetto no Restaurante La Veranda em 30 de dezembro de 1992.[245] Ele foi indiciado junto com Stanfa e outras 21 pessoas em 17 de março de 1994 por acusações de extorsão e tentativa de homicídio.[246][247] Lucibello testemunhou em sua própria defesa em 25 de abril de 1996 e se tornou o único réu no caso Stanfa a ser absolvido em 15 de maio de 1996.[245][247]
- Soldado – Salvatore "Sonny" Mazzone: irmão do subchefe Steve Mazzone.[248] Em novembro de 2020, Mazzone foi indiciado junto com seu irmão, o capo Dominick Grande e outros por acusações de extorsão e jogo.[56]
- Soldado – Anthony Nicodemo: foi acusado do assassinato de Gino DiPietro em 2012 e foi suspeito em 2003 quando John Casasanto foi morto a tiros.[249] Após ser julgado pelo assassinato de DiPietro, um julgamento nulo foi declarado em 2014.[250] Mais tarde, declarou-se culpado e foi condenado a 25-50 anos.[251][252]
- Soldado – Joseph Massimino: ex-subchefe, de acordo com o Departamento de Justiça.[253][254] Em 2004, ele se declarou culpado de acusações de extorsão relacionadas a jogos de azar e agiotagem, e foi condenado a 10 anos de prisão.[223] Em 2012, ele foi acusado de acusações adicionais de extorsão relacionadas a dispositivos eletrônicos de jogo.[255][256]
- Soldado – Eric Esposito: condenado em 2014 a 27 meses de prisão federal por conduzir um negócio de jogo ilegal.[257][258]
- Associado – Victor "Big Vic" DeLuca: condenado em 2022 a dez anos de prisão federal por conspiração para extorsão e conspiração para distribuir substâncias controladas.[259] Sua liberação da FCI Lewisburg está marcada para 19 de maio de 2028.

### Facção do sul de Nova Jersey
- Soldado – Anthony Borgesi: foi acusado junto com Philip Ligambi, em 1994, pela agressão a uma mãe e seu filho de 16 anos por causa de um acordo comercial.[260]
- Soldado – Joseph "Joey Electric" Servidio: condenado em 2020 no Distrito de Nova Jersey a 15 anos de prisão federal pela distribuição de drogas.[261] Ele também foi acusado na acusação do Distrito Leste da Pensilvânia em 2020, junto com Dominic Grande, Steven Mazzone e outros.[230] A data prevista para sua liberação da FCI Elkton é 23 de dezembro de 2029.
- Soldado – Phillip Narducci: em 2019, Narducci foi condenado a 12 meses de prisão, três anos de liberdade condicional e a pagar US$ 48.000 em confisco e multas por um esquema de empréstimos extorsivos.[262]
- Soldado – Salvatore "Sammy" Piccolo: acusado e condenado a 150 meses de prisão federal por distribuição de drogas e fraude eletrônica.[263][264]
- Soldado – Damion Canalichio: condenado no Distrito de Nova Jersey a 137 meses de prisão por jogo ilegal e agiotagem.[265]
- Associado – Stephen Sharkey: condenado a quatro anos de prisão federal em 2021 por fraude eletrônica, roubo de identidade qualificado e lavagem de dinheiro.[266]

### Facção do norte de Nova Jersey
- Capitão – Joseph "Scoops" Licata: capitão da máfia no norte de Jersey, operando em Newark, de acordo com o Departamento de Justiça.[267] Em 1994, ele foi condenado a 14 anos de prisão depois que George Fresolone gravou conversas secretas e foi acusado de grandes operações de jogos de azar em Newark.[268] Em 2013, um julgamento nulo foi declarado, e Licata foi absolvido da acusação de extorsão.[269]
- Soldado – Louis "Big Lou" Fazzini: soldado sob o comando de Licata, de acordo com o Departamento de Justiça.[270]
- Soldado – Vincent "Beeps" Centorino: ele e outros mafiosos famosos da família criminosa da Filadélfia, incluindo Nicky Scarfo Jr., foram identificados pelo FBI e todos se declararam culpados em 1994.[271]

## Antigos membros

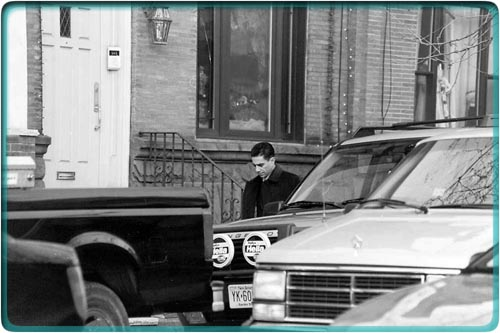
"Skinny Joey" Merlino em uma foto de vigilância do governo, c. 1995

- Joseph "Joe Crutch" Curro: foi notado pela primeira vez pela polícia em 1976, ouvido em uma escuta telefônica no restaurante do capitão Frank Sindone.[272] Ele morreu de câncer em 2004.[273]
- Joseph "Skinny Joey" Merlino: tornou-se chefe em 1999,[172] e acredita-se que tenha liderado a família até 2024.[254] Em 2024, Merlino foi rebaixado e excomungado da família após se estabelecer como uma personalidade nas redes sociais.[218]
- Vincent "Al Pajamas" Pagano: durante a guerra Merlino-Stanfa, Pagano foi um capitão sob o comando de John Stanfa. Em janeiro de 1994, Pagano, junto com Frank Martines, esteve envolvido no assassinato frustrado da testemunha do FBI John Veasey.[51] Veasey testemunhou contra Pagano e foi considerado culpado de extorsão em 1995, sendo condenado à prisão perpétua.[274] Em fevereiro de 2019, Pagano morreu de causas naturais aos 89 anos.[275]
- Frank Palumbo: ex-associado. Palumbo era um power broker, political fixer e dono do restaurante Palumbo's, que servia como ponto de encontro para mafiosos da Filadélfia. Ele morreu em 12 de fevereiro de 1983, aos 71 anos.[276][277]

## Informantes e testemunhas do Governo
- Ron Previte: ex-capitão.[278] Previte foi um oficial do Departamento de Polícia da Filadélfia por mais de uma década e foi forçado a renunciar por volta de 1979; ele se tornou segurança em um cassino de Atlantic City logo depois. Em 1985, ele foi preso sob acusações de roubo e concordou em se tornar um informante da polícia estadual de Nova Jersey.[279] Em 1993, ele era um soldado na família criminosa de John Stanfa, e embora não tenha sido formalmente introduzido, Stanfa supostamente disse a Previte para se considerar um homem feito. Ele se tornou um informante em 1997 e concordou em usar uma escuta para o FBI, ele também recebeu mais de $ 700.000 por informações durante seu tempo como informante.[278] Sua cooperação, em parte, levou o ex-chefe Ralph Natale a decidir cooperar em 1999. Seu depoimento e cooperação derrubaram pelo menos 50 membros de famílias criminosas da Filadélfia e associados.[141] Ele morreu em agosto de 2017, aos 73 anos.[280]
- Andrew Thomas DelGiorno: ex-capitão.[281] DelGiorno começou a atuar na família por volta de 1964 e se envolveu no ramo de apostas.[282] Ele admitiu sua participação em cinco assassinatos durante a década de 1980.[281] Ele testemunhou contra o chefe Nicky Scarfo e outros 16 mafiosos da Filadélfia em novembro de 1988.[283]
- Nicholas "The Crow" Caramandi: ex-assassino e soldado.[284] Em 1986, Caramandi, juntamente com Robert Rego e o ex-membro democrata da Câmara dos Representantes da Pensilvânia, Leland Beloff, tentaram extorquir US$ 1 milhão do incorporador imobiliário Willard Rouse, para financiar a construção do Penn's Landing, na Filadélfia.[285][286] Como resultado do assassinato do capitão Salvatore Testa em 1984, Caramandi, Joseph Grande e Charles Iannece foram introduzidos na família.[287][288] Depois de receber uma mensagem de um membro da família, Raymond Martorano, enquanto estava na prisão, que alegou que o chefe Nicky Scarfo estava planejando assassiná-lo, e enfrentando mais de 20 anos de prisão, Caramandi concordou em se tornar uma testemunha do governo.[125][289][290]
- Eugene "Gino" Milano: ex-soldado e assassino de aluguel.[291] Em 1981, ele e Salvatore Testa supostamente espancaram Frank D'Alfonso, por ordem de Scarfo.[292] Em janeiro de 1988, ele foi indiciado por homicídio, tentativa de homicídio, extorsão, jogo e conspiração para distribuir entorpecentes, juntamente com o chefe Nicky Scarfo e outros 18.[48][293] Milano se tornou testemunha do governo no início de 1989 e admitiu participação no assassinato de Frank D'Alfonso em 23 de julho de 1985. É sabido que ele testemunhou contra seu irmão mais novo.[294] Em 1990, ele foi condenado a 15 anos de prisão, porém em 1993, sua sentença foi reduzida para 9 anos de prisão.[295]
- Lawerence "Yogi" Merlino: ex-capitão.[296] Ele é o tio falecido do ex-chefe da família Filadélfia, Joey Merlino, e irmão de Chuckie Merlino.[297] Devido à propriedade de uma construtora sediada em Atlantic City, parentes de Merlino têm tido sua licença de jogo negada repetidamente pela Comissão de Controle de Cassinos de Nova Jersey desde 1989.[298][299] Em 1989, ele concordou em se tornar um informante e se declarou culpado de acusações federais de extorsão e de homicídio.[300] Ele morreu em 2001.[301][302]
- Phil "Crazy Phil" Leonetti: ex-subchefe e sobrinho do ex-chefe Nicky Scarfo.[303] Ele participou de seu primeiro assassinato aos 10 anos de idade e ajudou Scarfo a se livrar de um cadáver, um homem que Scarfo matou com um picador de gelo em um bar de Nova Jersey por desrespeitá-lo; o jovem Leonetti foi usado como isca. A primeira pessoa que ele matou foi um usuário de drogas chamado Louie DeMarco em 1976, por ordem do chefe Angelo Bruno.[304] Em 1978, ele atirou duas vezes em Vincent Falcone e o matou, o que levou o associado Joe Salerno a se tornar uma testemunha do governo.[305][306] Ele foi alistado na máfia da Filadélfia como soldado em 1980. Leonetti foi condenado a 45 anos de prisão em 1987.[307] Ele decidiu se tornar uma testemunha do governo em 1989. Leonetti admitiu ser o atirador em dois assassinatos e participou de oito assassinatos separados.[308] Ele deveria testemunhar contra o chefe da Família Gambino, John Gotti, em 21 de janeiro de 1992, porém o subchefe de Gambino, Sammy "The Bull" Gravano, concordou em testemunhar.[309] Em maio de 1992, o ex-juiz federal Franklin Van Antwerpen reduziu a sentença de Leonetti para 6 anos de prisão.[308] Ele testemunhou contra o chefe da Família Genovese, Vincent Gigante, em 1997 e alegou que Gigante ordenou seis contratos de assassinato como retaliação pelo assassinato dos chefes da Filadélfia, Angelo Bruno e Phil Testa, sem a aprovação das outras famílias criminosas, especificamente em Nova York.[310] Ele lançou um livro sobre sua vida em 2012.[311]
- George Fresolone: ex-soldado.[312] Durante sua prisão por jogo ilegal e agiotagem, Fresolone se tornou informante da polícia estadual de Nova Jersey em 1988.[312] Ele gravou mais de 400 conversas e suas informações foram responsáveis pelo indiciamento de quase 40 mafiosos.[313][314] Ele usou um grampo durante sua cerimônia em julho de 1990 para se tornar um membro oficial da máfia.[315] Ele morreu em 2002.[316][317]
- Salvatore "Wayne" Grande: ex-soldado.[318] Em 14 de setembro de 1984, ele atirou e matou o capitão Salvatore Testa, filho de Phil Testa, que se tornou chefe da máfia da Filadélfia por um breve período e que também havia introduzido Grande quatro anos antes.[319] De acordo com o ex-subchefe Phil Leonetti, Grande tentou assassinar Harry Riccobene várias vezes, mas falhou, um inimigo da facção Scarfo, incluindo um incidente em que Riccobene conseguiu sobreviver a cinco ferimentos de bala no rosto.[311] Em 1988, ele foi condenado por acusações federais de extorsão e, mais tarde, durante sua prisão, foi denunciado por mafiosos da Cosa Nostra Americana.[320] Alguns de seus parentes continuam na máfia, incluindo seu filho, que supostamente foi introduzido em 2011.[321]
- John Veasey: ex-associado e assassino de aluguel.[322] Ele fez parte da facção Stanfa durante a guerra da máfia de 1992 a 1994. Em agosto de 1993, Veasey atirou e matou Michael "Mikey Chang" Ciancaglini durante um tiroteio drive-by, e feriu Joey Merlino com 4 ferimentos de bala. Em setembro de 1993, ele atirou e matou Frank Baldino Sr. do lado de fora do Melrose Diner no sul da Filadélfia.[50][146][323] Em 14 de janeiro de 1994, ele foi atraído para um apartamento no segundo andar e notou que o cômodo estava coberto de plástico, os assassinos alegaram que estavam "pintando". Momentos depois, ele foi baleado 3 vezes na cabeça e uma vez no peito. Veasey conseguiu esfaquear um dos agressores e acertar o outro, eventualmente fugindo do apartamento.[324][325] Em janeiro de 1994, ele se tornou uma testemunha do governo. No dia do julgamento de John Stanfa em outubro de 1995, no qual Veasey estava programado para testemunhar, seu irmão, William "Bill" Veasey, foi assassinado.[145][147] Ele foi enviado para a prisão em meados da década de 1990 e solto em 2005. Ele lançou um livro sobre sua vida em janeiro de 2012.[326]
- Rosario Conti Bellocchi: ex-soldado e assassino de aluguel.[327] Ele estava noivo da sobrinha de John Stanfa.[328] Junto com outro soldado da máfia, Biagio Adornetto, ele partiu da Sicília para trabalhar para Stanfa.[329]
- Biagio Adornetto: ex-soldado.[330] Ele sobreviveu a uma tentativa frustrada de assassinato quando seu amigo e colega da máfia, Rosario Bellocchi, carregou a espingarda com o tamanho errado de balas; Adornetto foi acusado de flertar com a sobrinha de John Stanfa.[51]
- Philip Colletti: ex-soldado.[331] Ele fazia parte da facção Stanfa. De acordo com Colletti, ele criou uma bomba de controle remoto que foi plantada sob o carro de Joey Merlino em 1993 e falhou em detonar várias vezes.[330] Sua esposa testemunhou que Colletti e sua esposa participaram do descarte de um carro que foi usado em um ataque da máfia, da morte de Michael Ciancaglini e do ferimento de Merlino, e outro membro da máfia da Filadélfia e informante, John Veasey, testemunhou que Colletti estava com ele quando o tiroteio ocorreu.[332][333]
- Ralph Natale: ex-chefe entre 1994 e 1998.[334] Natale foi introduzido por Joey Merlino enquanto estava na prisão em 1994, porém mais tarde ele afirmou que se tornou um membro sob Angelo Bruno.[335] Ele entrou em contato com o FBI no verão de 1998, enquanto estava preso por violações de liberdade condicional, porém um acordo foi fechado em 1999, após enfrentar uma acusação de conspiração para fabricar e distribuir metanfetaminas na Filadélfia e Nova Jersey, ao lado de Joey Merlino.[166][334] Em 2000, ele se declarou culpado de acusações de jogo ilegal, extorsão e distribuição de drogas, incluindo participação em sete assassinatos.[336] Ele também admitiu ter pago propina de cerca de US$ 50.000 a Milton Milan, o 45º prefeito democrata de Camden, Nova Jersey.[337] Ele foi entrevistado por Trevor McDonald em 2015 e lançou um livro sobre sua vida na máfia em 2017.[338]
- Robert "Boston Bob" Luisi Jr.: ex-capitão de Joey Merlino.[339] Originalmente um associado da Família Patriarca, ele se juntou à máfia da Filadélfia e foi introduzido em 1998.[340] Em 6 de novembro de 1995, seu pai, primo, irmão e amigo da família foram mortos pelo atirador Anthony Clemente, que disparou 13 tiros dentro de um restaurante em Charlestown.[341] Observa-se que ele tentou assumir o controle das redes criminosas de Whitey Bulger em Boston durante a década de 1990 e tentou conhecer Kevin Weeks em 1998; ele foi indiciado pelo FBI em 28 de junho de 1999, junto com outros 13, por conspiração para adquirir e distribuir cocaína. Em 2000, ele admitiu o assassinato de Anthony DiPrizio em 1997.[342][343] Mais tarde, ele se tornou pastor e se mudou para o Tennessee usando o pseudônimo de Alonso Esposito.[344]
- Peter "Pete the Crumb" Caprio: ex-capitão.[345] Em julho de 2000, ele admitiu conspirar para cometer assassinato, extorsão e outros crimes. Durante o caso, ele foi acusado de participar do assassinato de William Gantz em 1994 e Joseph Sodano em 1996.[346] Caprio testemunhou contra o capitão da Família Genovese, Lawrence Ricci, em outubro de 2005, que foi assassinado algumas semanas antes de seu julgamento.[347]
- Gaetano "Tommy Horsehead" Scafidi: ex-soldado.[348] Em 1986, ele era um mensageiro do chefe Nicky Scarfo, coletando e entregando pagamentos em dinheiro toda semana em seu nome. Seu irmão, Tori Scafidi, também foi soldado na família e foi recrutado em 1986. Ele se juntou à facção Merlino durante a guerra da máfia na década de 1990, que se opôs ao novo chefe John Stanfa; no entanto, ele mudou de lado e logo depois foi introduzido na família por Stanfa. Em 1993, dois homens armados tentaram matá-lo, mas a bala quebrou o espelho do carro.[349] Ele se tornou um informante em 2000.[350]

## Cultura popular
- No início da música Atlantic City, de Bruce Springsteen, de 1982, é feita menção ao assassinato de Phil "The Chicken Man" Testa, que foi brevemente o chefe da família da Filadélfia, de 1980 até seu assassinato em 15 de março de 1981.[351]
- Em 2006, o filme 10th & Wolf foi lançado e comercializado como a história real da Máfia da Filadélfia. Neste filme, um dos dois personagens principais é Joey "Skinny Joey" Merlino (interpretado por Giovanni Ribisi), que foi o segundo chefe mais antigo da família (tendo-os liderado de 1999 a 2024).[352][353]
- O filme de comédia dramática de tribunal de 2006 Find Me Guilty foca em Jackie DiNorscio (interpretado por Vin Diesel), um soldado notório da família da Filadélfia que mais tarde deserta para a Família Lucchese devido a uma sangrenta rixa interna dentro da família da Pensilvânia, que começou após o assassinato de seu chefe, Angelo "The Gentle Don" Bruno.[354]
- A Família criminosa da Filadélfia é a principal ntagonista do jogo eletrônico de 2006 The Sopranos: Road to Respect. Neste jogo, a família (também conhecida como Buscetta Crime Family) é liderada pelo cruel chefe da máfia Angelo "Angie" Buscetta e é considerada inimiga da Família criminosa DiMeo/Soprano), principalmente depois que o sobrinho de Buscetta é morto por Paulie Gualtieri (o subchefe da Família criminosa DiMeo/Soprano e Joey LaRocca.[355]
- É a principal antagonista do episódio de duas partes "The Gang Gets Whacked" (episódios 3x12 e 3x13, respectivamente) da terceira temporada de It's Always Sunny in Philadelphia. Neste episódio, a família da Filadélfia, liderada pelo implacável Don Sal (interpretado por Joe Cortese), baseado em Joey "Skinny Joey" Merlino, entra em conflito com os cinco protagonistas da série devido ao fato de que eles roubaram um precioso carregamento de drogas que pertence a ele.
- É considerada uma parte importante do enredo do filme biográfico Lendas do Crime de 2015. Neste filme, o chefe mais antigo da família criminosa da Filadélfia, Angelo "The Gentle Don" Bruno (interpretado por Chazz Palminteri) e seu consigliere, Antonio "Tony Bananas" Caponigro (interpretado pelo ator inglês Alex Giannini) são enviados a Londres por Meyer Lansky (um poderoso chefe da máfia judaica americana e um dos chefes do National Crime Syndicate) para negociar um acordo com os gêmeos Kray (ambos interpretados por Tom Hardy), um par de irmãos gêmeos idênticos e poderosos gangsters que governaram o submundo de Londres durante as décadas de 1960 e 1970.
- O épico filme de gângster de 2019, O Irlandês, foca em dois dos principais membros da família criminosa da Filadélfia: o chefe da família criminosa da Filadélfia, Angelo "The Gentle Don" Bruno (interpretado por Harvey Keitel) e seu subchefe Felix "Skinny Razors" DiTullio (interpretado por Bobby Cannavale), baseado em Antonio "Mr. Miggs" Pollina e Ignazio "Natz" Denaro.[356]